# 袁京连
袁京连（1968年5月—），女，汉族，江苏启东人，中华人民共和国政治人物。现任陕西省外经贸实业集团有限公司副总经理，农工党陕西省委副主委。第十四届全国政协委员。